# シク・フェレンツ
シク・フェレンツ、チーク・フェレンツ（ハンガリー語: Csik Ferenc, 1913年12月12日 - 1945年3月29日）は、ハンガリーの元競泳選手である。彼は、1936年に開催されたベルリンオリンピックで競泳男子100メートル自由形などで、2個のメダルを獲得した。

## 経歴
1913年に、ハンガリー西部のカポシュヴァールで生まれた。彼の父は、第一次世界大戦で死去していた。ブダペストで医学を学びながら水泳に取り組み、ハンガリー国内の選手権で17回優勝し、当時のハンガリー記録を13回破った実績を持っていた。また、1934年にマクデブルクで開催されたヨーロッパ水泳選手権では、男子100m自由形と男子4x200m自由形リレーで金メダルを獲得している。
シクはベルリンオリンピックの競泳男子ハンガリー代表として、100m自由形と800m自由形リレーの2種目に出場した。
23の国から45人の選手が参加した競泳男子100m自由形は、8月8日（予選と準決勝）、8月9日（決勝）の日程で実施された。選手たちは7つの組に分かれて予選を戦い、各組上位2選手と、残り31選手中で予選の記録が上位だった2選手の合計16選手が準決勝に進むことになっていた。シクは予選1組（8人）に出場した。1組では、当時この種目の世界記録保持者（56秒4）だったアメリカ合衆国代表のピーター・フィック（en:Peter Fick）が57秒6の記録で1位となり、 シクは58秒3の記録で2位となって準決勝に進んだ。準決勝では1組で日本代表の田口正治（57秒9）についで2位（58秒1）で2位となり、翌日の決勝に進んだ。8月9日の決勝には、準決勝各組3位までの選手と記録上位の選手1名の合計7人が出場した。シクは日本の遊佐正憲、新井茂雄などを抑えて57秒6の記録で1位となり、金メダル獲得を果たした。
男子100m自由形終了後、シクはハンガリー代表チームの一員として男子800m自由形リレーに出場した。800m自由形リレーは18の国から代表チームが出場して、8月10日（予選）、8月11日（決勝）の日程で実施された。予選は3つの組に分けられて行われ、2組に出場したハンガリー代表チームは9分20秒8の記録で1位のアメリカ合衆国代表チーム（9分10秒4）に次いで2位となって、翌日の決勝に進出した。決勝には、予選各組上位2チームと記録上位の2チームの合わせて8チームが出場した。結果は日本代表チームが当時の世界記録を更新する8分51秒5で優勝し、アメリカ合衆国代表チームが9分3秒0で続いた。ハンガリー代表チームは9分12秒3の記録で3位に入って、銅メダルを獲得することになった。
ベルリンオリンピックの終了後、シクは医学博士の学位をエトヴェシュ・ロラーンド大学で1937年11月20日に取得し、大学に残って臨床医として働くかたわら、水泳も続けていた。後に陸軍の軍医となったシクは、1945年3月29日、ハンガリーとオーストリア国境の町ショプロンで、負傷した人を助けようとした際に空爆に巻き込まれて死去した。死後、1983年に国際水泳殿堂（en:International Swimming Hall of Fame）入りしている。